# Jetty Treffz

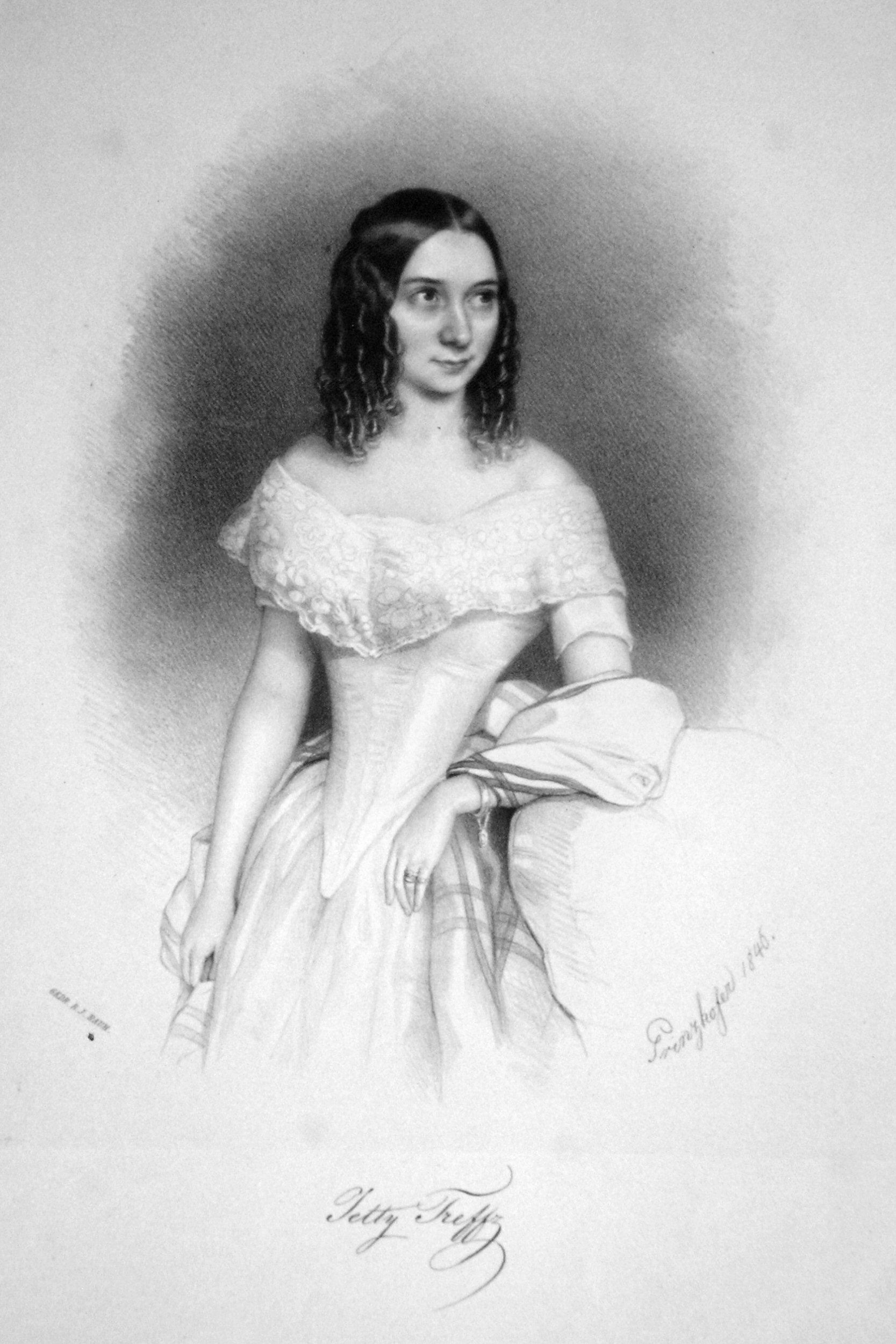
Henriette Treffz, Lithographie von August Prinzhofer, 1846.

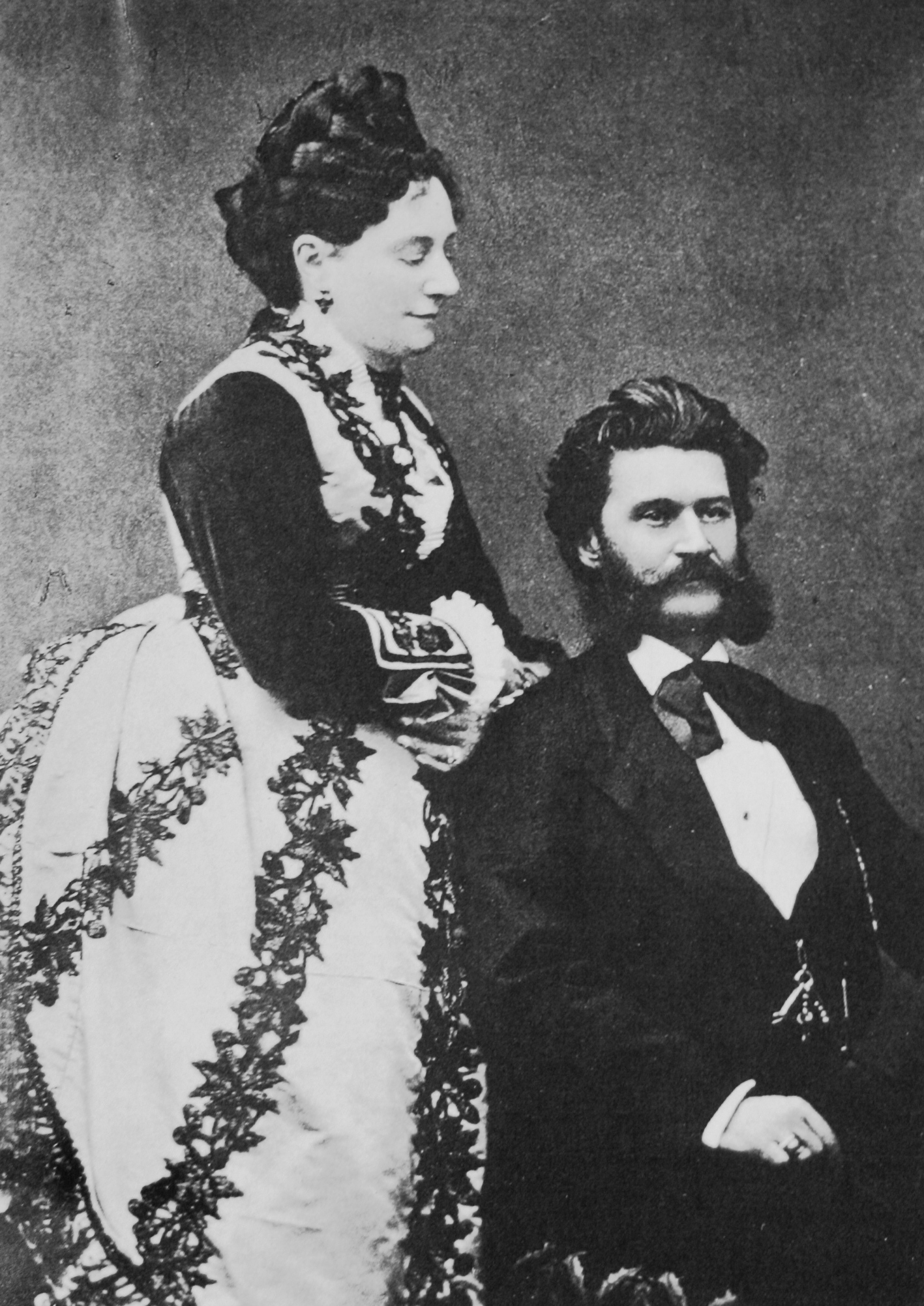
Henriette und Johann Strauss

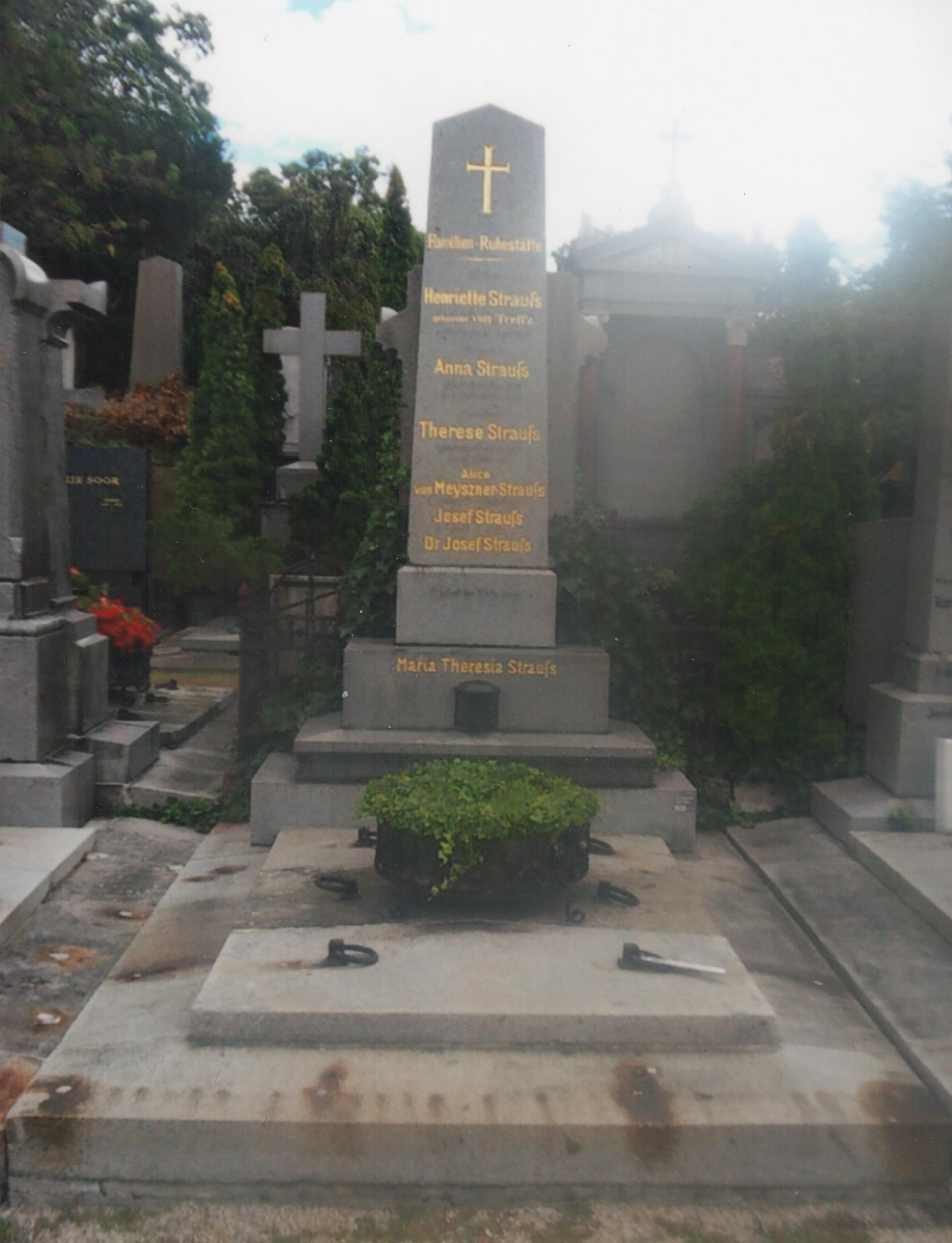
Grabstätte von Henriette Strauß

Jetty Treffz [ˈjɛti], verheiratet Henriette Strauß-Treffz (* 1. Juli 1818 in der Josefstadt bei Wien; † 8. April 1878 in Hietzing bei Wien) war eine österreichische Opernsängerin (Sopran) und die erste Frau von Johann Strauss Sohn.

## Leben
Henriette Chalupetzky wurde im Haus ihres Großvaters Josefstadt 101 (damals 95), heute Josefstädter Straße 28, Piaristengasse 42, geboren. Ihr Vater Joseph Chalupetzky stammte aus einer aus Böhmen zugewanderten Familie von Gold- und Silberschmieden; ihre Mutter Henriette Wilhelmine Treffz (1794–1871) stammte aus einer württembergischen Beamtenfamilie und war Urenkelin des Verlegers Christian Friedrich Schwan: Henriette Chalupetzkys Großmutter war Margarethe Treffz, geb. Schwan, aus Abstatt, die als Schillers Jugendliebe Laura durch dessen Werke bekannt wurde.
Die Eltern trennten sich früh. Mutter und Tochter nahmen danach (wieder) den Nachnamen Treffz an. Mit dem Vermögen, das Mutter Treffz von Schwan geerbt hatte, war im Hause Treffz ein großbürgerlicher Lebensstil möglich.
Bereits in sehr jungen Jahren wurde Henriette „Jetty“ Treffz als Sängerin ausgebildet. Ihr Lehrer war Giovanni Gentiluomo. 1837 feierte sie als 19-Jährige ihr Debüt am Wiener Theater am Kärntnertor. Es folgten 1839 bis 1841 Auftritte am Hoftheater Dresden mit Wilhelmine Schröder-Devrient, in Brünn und in Leipzig. Dann kehrte Henriette Treffz-Chalupetzky wieder ans Kärntnertortheater zurück. 1844–1848 sang sie im Theater in der Josefstadt und mit Jenny Lind im Theater an der Wien.
Vermutlich zu Beginn der 1840er-Jahre begann ihre Liaison mit dem reichen jüdischen Fabrikanten und Mitbesitzer der Textilfabrik Marienthal, Moriz von Todesco (1816–1873, posthume Schreibung: Moritz). Mit ihm hatte sie zwei ihrer insgesamt sieben unehelichen Kinder, die beiden Töchter Franziska (1843–1921) und Louise Henriette Aloisia (1850–?), die von Todesco adoptiert wurden, wohl nicht zuletzt, um ihnen bessere Chancen auf dem Heiratsmarkt zu verschaffen (Ehen der Töchter siehe hier).
Henriettes Söhne Alois, Heinrich, Emil und Alfred stammten aus anderen Beziehungen, ebenso hatte sie bereits vor ihrer Beziehung zu Todesco eine uneheliche Tochter, Henriette, mit dem italienischen Baumeister Peter Cavaliere di Galvagni (1797–1868).
Obwohl sie aus konfessionellen Gründen nie mit Moriz von Todesco verheiratet war, ließ sie sich gern Baronin Todesco nennen, – eigentlich ein doppelter Etikettenschwindel, denn neben der Illegitimität der Beziehung wurde Todesco erst 1861 in den Ritterstand erhoben, den Titel Freiherr bzw. Baron führte nur Todescos älterer Bruder Eduard von 1869 an. Als sie Anfang 1862 aus der Todesco-Wohnung im 1. Bezirk auszog und sich damit von Todesco trennte, zahlte er ihr eine hohe Abfindung. Ihre beiden Töchter ließ sie beim Adoptivvater.
Johann Strauss Sohn (1825–1899) kannte sie bereits seit 15 Jahren, als sie ihn am 27. August 1862 im Wiener Stephansdom heiratete. Seinen Wohnsitz hatte das Paar im 2. Bezirk, Praterstraße 54; Johann komponierte dort den Donauwalzer (heute „Johann-Strauss-Wohnung“ des Wien Museums).
In der Maxingstraße (damals hieß sie Hetzendorfer Straße) im Wiener Vorort Hietzing (seit 1892 13. Bezirk) bezog das Paar 1862 eine Sommerwohnung; Johann Strauss kaufte das bis zu Jettys Tod immer wieder benützte Haus, das dem Park von Schloss Schönbrunn, der kaiserlichen Sommerresidenz, gegenüberliegt, und komponierte dort im Sommer 1873 den Großteil seiner Operette Die Fledermaus.
Henriette Strauss wurde für den überaus erfolgreichen Komponisten zur Managerin und nahm ihrem Mann die Vorbereitungen auf Tourneen und die Arbeit des Notenkopierens ab. Historiker meinen, dass sie Strauss zur Operettenkomposition geführt habe.
Sie starb am 8. April 1878, vermutlich an einem Schlaganfall, im Hietzinger Haus. Jetty Treffz’ ehrenhalber gewidmetes Grab befindet sich auf dem an der Maxingstraße gelegenen Hietzinger Friedhof (Gruppe 13, Nummer 73); dort sind auch andere Mitglieder der Familie Strauß bzw. Strauss bestattet.
1955 wurde in der Siedlung Auhofer Trennstück am Südrand des 13. Wiener Bezirks eine bis dahin nach „Turnvater“ Jahn benannte Gasse in Treffzgasse umbenannt.